# William John Macquorn Rankine
William John Macquorn Rankine (5. července 1820, Edinburgh – 24. prosince 1872, Glasgow) byl skotský inženýr a fyzik. S Rudolfem Clausiem a Williamem Thomsonem (lord Kelvin) spoluzaložil obor termodynamiku. Vypracoval komplexní teorii parního stroje a obecně všech tepelných motorů. Jeho manuály v oblasti vědy a techniky se užívaly dlouhá desetiletí po zveřejnění v 50. a 60. letech 19. století. Publikoval několik set prací, věnoval se vědě a technice, jeho zájmy ale v mládí zasahovaly i botaniku, hudební teorii a teorii čísel, ve zralém věku většinu hlavních oborů vědy, matematiky a techniky. Byl nadšeným amatérským zpěvákem, klavíristou a violoncellistou a skládal si vlastní humorné písně.